# Edward Koczuba
Edward Koczuba (ur. 26 czerwca 1959) – polski piłkarz, występujący na pozycji pomocnika.

## Życiorys
Seniorską karierę rozpoczynał w Olimpii Piekary Śląskie. Na początku 1978 roku przeszedł do Zagłębia Sosnowiec. W sezonie 1977/1978 zdobył z Zagłębiem Puchar Polski, występując m.in. w wygranym 2:0 finale z Piastem Gliwice. Piłkarzem Zagłębia był do końca 1983 roku. W okresie gry w sosnowieckim klubie rozegrał 115 spotkań w I lidze, zdobywając 9 goli. Następnie grał w Górniku Knurów. Po zakończeniu kariery piłkarskiej przeprowadził się do Niemiec.

## Statystyki ligowe
| Sezon         | Klub               | Liga   | Mecze | Gole |
| ------------- | ------------------ | ------ | ----- | ---- |
| 1977/1978 (w) | Zagłębie Sosnowiec | I liga | 7     | 0    |
| 1978/1979     | Zagłębie Sosnowiec | I liga | 6     | 0    |
| 1979/1980     | Zagłębie Sosnowiec | I liga | 14    | 1    |
| 1980/1981     | Zagłębie Sosnowiec | I liga | 25    | 5    |
| 1981/1982     | Zagłębie Sosnowiec | I liga | 25    | 0    |
| 1982/1983     | Zagłębie Sosnowiec | I liga | 25    | 3    |
| 1983/1984 (j) | Zagłębie Sosnowiec | I liga | 13    | 0    |